# هشاشة مالية
الهشاشة المالية هي قابلية النظام المالي للسقوط في الأزمات المالية. يُعرف فرانكلين ألين ودوغلاس غيل الهشاشة المالية بأنها الدرجة التي «يكون للصدمات الصغيرة تأثيرات كبيرة بشكل غير متناسب عندها». كتب كل من روغر لاغونوف وستايسي شريفت: «في الاقتصاد الكلي، يُستخدم مصطلح (الهشاشة المالية) للإشارة إلى قابلية النظام المالي للدخول في أزمات مالية واسعة النطاق نتيجة صدمات اقتصادية صغيرة وروتينية».